# سلمى الجمل
سلمى الجمل هي إعلامية فلسطينية نشأت وترعرعت في سوريا. 

## حياتها
تحمل شهادة بكالوريوس في الأدب الإنجليزي. سبق لها العمل مذيعة أخبار في إذاعة محلية بسوريا، وفي عدة محطات تلفزيونية عربية. التحقت بقناة الجزيرة عام 2012، كمذيعة ومقدمة نشرات الأخبار الرئيسية في القناة . كما شاركت في عدد من التغطيات الإخبارية الميدانية منها محاولة الانقلاب في تركيا عام 2016، ومعركة الموصل في العراق في العام نفسه، وفرار اللاجئين السوريين من الحرب عبر الحدود التركية، ومقتل الصحفي جمال خاشقجي. 